# Дебелоклюна чучулига
Дебелоклюната чучулига (Melanocorypha calandra), е сравнително едър представител на семейство Чучулигови (Alaudidae), разред Врабчоподобни (Passeriformes). Тялото и е плътно и набито. Оперението подобно на другите видове Чучулиги е маскировъчно, с много фин рисунък от кафяво, черно и жълто. Крилете са сравнително къси и закръглени, лети бързо и добре с характерния за чучулигите накъсан полет. Краката са добре развити и се придвижва по земята ходейки, а не подскачайки, както го правят останалите видове от разреда. Има характерен и приятен глас.

## Разпространение
Среща се в страните около Средиземно море, както в Европа, така и в Африка. Още можем да я видим и в Турция, южна Русия, Арабския полуостров, някои от южните Азиатски страни. Счита се за вид предпочитащ топлия климат, въпреки че гнезди в Европа, чак до Австрия, Германия и други по-северни страни. Среща се и в България. Предпочита открити местности, покрити нарядко с храсталаци. Не се качва много нависоко в планините.

## Начин на живот и хранене
Води подобно на другите чучулиги, наземен начин на живот. Земята е мястото, където търси и храната си, която се състои от насекоми, дребни безгръбначни и семена. Относително растителния дял в диетата и е по-висок отколкото на другите чучулиги.

## Размножаване
Гнезди в открити местности, направо на земята, сред средновисока трева. Снася 4–5 напръскани с петънца яйца. Благодарение на маскировъчния си цвят и голямото си самообладание, не можем обикновено да забележим мътещата птица, докато почти не стъпим върху нея. Малките се излюпват покрити с рядък пух и напълно безпомощни, но се развиват изключително бързо и след седмица и нещо напускат гнездото. Родители те им ги хранят с насекоми.

## Допълнителни сведения
В България е защитен вид включен в Червената книга.